# XO Tour Llif3
«XO Tour Llif3» (стилизовано как «XO TOUR Llif3» и произносится «XO Tour Life») — сингл американского рэпера Lil Uzi Vert с его мини-альбома Luv Is Rage 1.5 (2017) и дебютного альбома Luv Is Rage 2 (2017). Он был выпущен на SoundCloud 26 февраля 2017 года и позже на всех музыкальных потоковых платформах 24 марта 2017 года. Трек был спродюсирован TM88 с сопродюсерством JW Lucas. Сингл достиг седьмой позиции в американском чарте Billboard Hot 100, став наивысшей позицией сингла Lil Uzi Vert в чартах в качестве сольного исполнителя на тот момент, а также его вторым синглом в топ-10 в общем после его участия в сингле «Bad and Boujee» от Migos. Это самая популярная песня Lil Uzi Vert, собравшая более 1 миллиарда стримов на Spotify. Вторая часть песни под названием «P2» была выпущена на втором студийном альбоме Eternal Atake.

## Предыстория
«XO Tour Llif3» начался с сотрудничества Lil Uzi Vert с продюсером TM88. Lil Uzi Vert первоначально связался с TM88 через FaceTime, когда TM88 был в Майами, для работы с рэперами Фьючер и Gucci Mane. Обратный рейс TM88 в Атланту был задержан из-за стрельбы в аэропорту Форт-Лодердейла в 2017 году. Во время десятичасового ожидания в аэропорту после стрельбы TM88 потерял зарядное устройство для ноутбука. Когда TM88 вернулся в Атланту, он не мог получить доступ к своему ноутбуку, из-за чего был вынужден воспользоваться старым компьютером и динамиком Beats Pill для написания инструментала для «XO Tour Llif3».
26 февраля 2017 года Lil Uzi Vert выпустил мини-альбом Luv Is Rage 1.5, состоящий из четырёх треков, включая «XO Tour Llif3», на своём аккаунте SoundCloud. Песня быстро собрала миллионы прослушиваний и внимание в социальных сетях, в результате чего была переиздана на цифровых площадках. Популярность «XO Tour Llif3» породила вирусный «Lil Uzi Vert Challenge».

## Композиция
«XO Tour Llif3» — это эмо-рэп-песня. Песня вдохновлена отношениями Lil Uzi Vert с Бриттани Берд и окончательным разрывом их отношений в июне 2016 года. Темы песни сосредоточены вокруг злоупотребления психоактивными веществами, Ксанаксом, и злоупотреблением отпускаемыми по рецепту лекарствами как способ облегчить разбитое сердце. Lil Uzi Vert много раз упоминает деньги в треке со словами: «все мои друзья мертвы», ссылаясь на использование умерших президентов на банкнотах.
TM88 создавал «XO Tour Llif3» в FL Studio. XO Tour Llif3 изначально была совместной работой с другим продюсером, J.W Lucas. TM88 ускорил оригинальный ритм и нарезал вступление и первый куплет, прежде чем использовать плагин FL Studio Gross Beat для регулирования громкости и продолжительности инструментала.

## Музыкальное видео
У Lil Uzi Vert есть несколько видеоклипов на эту песню:
- 14 марта 2017 года на YouTube-канале рэпера был выпущен анимированный клип (visualizer).[18] Видео было создано Эндрю Уильямом Ральфом и показывает мультипликационную версию Lil Uzi Vert, держащего руль и зажжённый косяк между пальцами.[19] По состоянию на август 2018 года видео набрало более 290 миллионов просмотров.[20] Видео было скрыто на YouTube после выхода официального видео 4 сентября 2017 года. [21] [22]

- 4 августа 2017 года было выпущено  анимационное видео с субтитрами. В клипе, снятом Джередом Харрисоном, показана анимированная версия Узи, выезжающего на мотоцикле из грузового отсека самолета в фиолетовое небо, в то время как долларовые купюры появляются в воздухе вокруг него, прежде чем он приземлится в толпу поклонников.[23] Видео также было скрыто на YouTube, начиная с 4 сентября, но было снова обнародовано 16 декабря 2017 года. [24] [25] [26]

- 4 сентября 2017 года был выпущен музыкальный клип, в котором артисты лейбла XO The Weeknd и Nav появляются в эпизодических ролях. Видео, срежисировано модным дизайнером Вирджила Абло, было снято во Франции, в 10-м округе Парижа. Видео вызвало споры после того, как стало известно, что арабские субтитры, стилистически включенные в видео, были просто эстетическими, поскольку текст был зеркальным.[27] Арабский переводчик, который ранее был частью группы, создававшей оригинальные субтитры, но позже был исключен по неизвестным причинам, отметил абсурдность субтитров Абло, который тут же сказал, что ему нравится «неправильный» вид. Официальное видео набрало более 544 миллионов просмотров по состоянию на август 2024 года. [28]

## Чарты
| Чарт (2017)                                | Высшая позиция |
| ------------------------------------------ | -------------- |
| Австралия (ARIA)                           | 37             |
| Австралия (ARIA)                           | 5              |
| Австрия (Ö3 Austria Top 40)                | 65             |
| Бельгия/Фландрия (Ultratop 50)             | 35             |
| Бельгия/Валлония (Ultratip Bubbling Under) | 20             |
| Канада (Billboard Canadian Hot 100)        | 10             |
| Чехия (Singles Digitál Top 100)            | 35             |
| Дания (Tracklisten)                        | 32             |
| Германия (GfK)                             | 77             |
| Венгрия (Stream Top 40)                    | 33             |
| Ирландия (IRMA)                            | 45             |
| Италия (FIMI)                              | 62             |
| Нидерланды (Single Top 100)                | 60             |
| Новая Зеландия (Recorded Music NZ)         | 16             |
| Филиппины (Philippine Hot 100)             | 69             |
| Португалия (AFP)                           | 14             |
| Словакия (Singles Digitál Top 100)         | 32             |
| Швеция (Sverigetopplistan)                 | 33             |
| Швейцария (Schweizer Hitparade)            | 48             |
| Великобритания (OCC UK Singles)            | 25             |
| Великобритания (OCC UK Hip Hop/R&B)        | 26             |
| США (Billboard Hot 100)                    | 7              |
| США (Billboard Hot R&B/Hip-Hop Songs)      | 5              |
| США (Billboard Rhythmic)                   | 6              |

| Чарт (2017)                              | Позиция |
| ---------------------------------------- | ------- |
| Канада (Canadian Hot 100)                | 18      |
| Дания (Tracklisten)                      | 43      |
| Новая Зеландия (Recorded Music NZ)       | 26      |
| Швеция (Sverigetopplistan)               | 60      |
| Швейцария (Schweizer Hitparade)          | 87      |
| Великобритания (Official Charts Company) | 61      |
| США Billboard Hot 100                    | 13      |
| США Hot R&B/Hip-Hop Songs (Billboard)    | 9       |
| США Rhythmic (Billboard)                 | 24      |

| Чарт (2018)    | Позиция |
| -------------- | ------- |
| Эстония (IFPI) | 53      |

## Сертификации
| Регион                                                                      | Сертификация   | Продажи    |
| --------------------------------------------------------------------------- | -------------- | ---------- |
| Австралия (ARIA)                                                            | 3× Платиновый  | 210 000    |
| Австрия (IFPI Austria)                                                      | Платиновый     | 30 000     |
| Бельгия (BEA)                                                               | Золотой        | 10 000     |
| Дания (IFPI Danmark)                                                        | 2× Платиновый  | 180 000    |
| Франция (SNEP)                                                              | Платиновый     | 133 333    |
| Германия (BVMI)                                                             | Платиновый     | 400 000    |
| Италия (FIMI)                                                               | 2× Платиновый  | 100 000    |
| Новая Зеландия (RMNZ)                                                       | Платиновый     | 30 000     |
| Польша (ZPAV)                                                               | 2× Платиновый  | 40 000     |
| Португалия (AFP)                                                            | 2× Платиновый  | 20 000     |
| Великобритания (BPI)                                                        | 2× Платиновый  | 1 200 000  |
| США (RIAA)                                                                  | 11× Платиновый | 11 000 000 |
| Данные о продажах + прослушиваниях приведены только на основе сертификации. |                |            |